# Жан де Жизор
Жан де Жизор (Иоанн I, англ. Jean de Gisors; 1133—1220) — согласно «Секретным досье» Приората Сиона, первый великий магистр ордена. Следует отметить, что указанный документ, найденный в 1975 году в Парижской национальной библиотеке, является мистификацией Пьера Плантара.
Согласно «Секретному досье», Жан де Жизор был первым независимым великим магистром Сиона после отделения от ордена рыцарей Храма в 1188 году. Он был сеньором крепости Жизор, служившей традиционным местом встречи королей Франции и Англии, где и произошла ссора, приведшая к разделению орденов. До 1193 года Жан де Жизор был вассалом английских королей: Генриха II, потом Ричарда I; владел землями в Суссексе, поместьем Тичфилд в Хэмпшире. Согласно тем же документам Приората Сиона, в 1169 году он встречался с Томасом Бекетом; этому нет никаких письменных доказательств; известно только, что в этом году Бекет действительно приезжал в Жизор.